# Rivière aux Plats
Pour les articles homonymes, voir Plat.
La rivière aux Plats est un cours d'eau de l'île d'Anticosti se jetant dans le golfe du Saint-Laurent. Elle est située dans la municipalité de L'Île-d'Anticosti au Québec (Canada).

## Toponymie
Le toponyme « rivière aux Plats » a été officialisé le 12 septembre 1974.

## Géographie
La rivière aux Plats tire sa source d’un ruisseau de montagne (altitude: 260 m), situé au centre-sud de l'île, juste au sud de la route forestière (sens est-ouest). Cette source est située en zone forestière à:
- 2,7 km à l'est du lac Jolliet;
- 21,5 km au nord de la rive sud de l'île d'Anticosti;
- 31,9 km au sud de la rive nord de l'île d'Anticosti;
- 110,7 km à l'est de Port-Menier[3].

À partir de sa source, la rivière aux Plats descend entre la rivière Chicotte (située du côté ouest) et la rivière du Pavillon (côté est). La rivière aux Plats coule généralement vers le sud-est, puis vers le sud, sur 26,2 km avec un dénivelé de 259 m, selon les segments suivants:
- 9,9 m d’abord vers le sud-est, puis vers le sud, jusqu’à un coude de rivière correspondant à un ruisseau (venant de l'ouest);
- 7,8 km d’abord vers le sud-est en recueillant deux ruisseaux (venant du nord), jusqu’à un autre ruisseau (venant du nord-est);
- 8,5 km d'abord vers le sud en recueillant un ruisseau (venant de l'ouest), jusqu’à son embouchure[3].

La rivière aux Plats se déverse dans une petite baie sur la rive sud de l'Île d'Anticosti, dans le golfe du Saint-Laurent, du côté ouest du Cap des Caps. Cette confluence est située à 8,0 km à l'ouest de l'embouchure de la rivière du Pavillon, à 3,0 km à l’est de l'embouchure de la rivière Chicotte et à 118,4 km à l’est de Port-Menier.